# Seilh
Seilh település Franciaországban, Haute-Garonne megyében. Lakosainak száma 3311 fő (2022. január 1.). Seilh Gagnac-sur-Garonne, Merville, Aussonne, Beauzelle és Fenouillet községekkel határos.

## Népesség
A település népessége az elmúlt években az alábbi módon változott:
| Lakosok száma | 449  | 621  | 816  | 2812 | 3085 | 3195 | 3268 | 3284 | 3287 | 3311 |
|               | 1968 | 1982 | 1990 | 2006 | 2013 | 2015 | 2017 | 2019 | 2020 | 2022 |